# Vikāsnagar
Vikāsnagar är en ort i Indien.   Den ligger i distriktet Dehradun och delstaten Uttarakhand, i den norra delen av landet, 210 km norr om huvudstaden New Delhi. Vikāsnagar ligger 468 meter över havet och antalet invånare är 13 055.
Terrängen runt Vikāsnagar är platt åt sydväst, men åt nordost är den kuperad. Runt Vikāsnagar är det tätbefolkat, med 331 invånare per kvadratkilometer. Närmaste större samhälle är Pāonta Sāhib, 14,6 km väster om Vikāsnagar. I omgivningarna runt Vikāsnagar växer i huvudsak blandskog.